# Alopenthimia magna
Alopenthimia magna är en insektsart som beskrevs av Evans 1972. Alopenthimia magna ingår i släktet Alopenthimia och familjen dvärgstritar. Inga underarter finns listade i Catalogue of Life.